# Liste der Naturdenkmale im Landkreis Anhalt-Bitterfeld
Die Liste der Naturdenkmale im Landkreis Anhalt-Bitterfeld nennt die im Gebiet des Landkreises Anhalt-Bitterfeld in Sachsen-Anhalt ausgewiesenen Naturdenkmale.
In den Veröffentlichungen des Landkreises Anhalt-Bitterfeld wird zwischen Naturdenkmalen, Flächennaturdenkmalen und flächenhaften Naturdenkmalen unterschieden.

## Naturdenkmale
| Nr.        | Bezeichnung                                          | Ort                                                                    | Verordnung von | Koord.                           | Bild |
| ---------- | ---------------------------------------------------- | ---------------------------------------------------------------------- | -------------- | -------------------------------- | ---- |
| ND_0001AZE | 2 Platanengruppen in Zerbst                          | Zerbst/Anhalt, Schloßgarten, Wiese am Schloßteich                      | 1967           |                                  |      |
| ND_0001BTF | Stiel-Eichen-Gruppe (3 Exemplare) (Friedhof)         | Burgkemnitz                                                            | 1946           | 51° 41′ 3,3″ N, 12° 24′ 9,3″ O   |      |
| ND_0001KÖT | Dammdurchbruch Kühren                                | Aken (Elbe)                                                            | 1971           |                                  |      |
| ND_0002AZE | 5 Sumpfzypressengruppen bzw. Einzelexemplare         | Zerbst/Anhalt                                                          | 1967           |                                  |      |
| ND_0002BTF | Stiel-Eichen-Gruppe (4 Exemplare), Waldrand          | Burgkemnitz                                                            | 1946           |                                  |      |
| ND_0002KÖT | Strudellöcher                                        | Diebzig                                                                | 1971           |                                  |      |
| ND_0003AZE | Winterlinde in Zerbst                                | Zerbst/Anhalt, Schloßfreiheit neben der Bartholomäi-Kirche             | 1967           |                                  |      |
| ND_0003BTF | Roßkastanie, Hintere Dorfstraße 25                   | Holzweißig                                                             | 1946           |                                  |      |
| ND_0003KÖT | Grauwacke-Vorkommen, Kleinpaschlebener Vorsprung     | Trinum                                                                 | 1973           |                                  |      |
| ND_0004AZE | 3 Tulpenbäume in Zerbst                              | Zerbst/Anhalt, Parkanlage Frauentormühle, Schloßgarten, Rephuns Garten | 1967           |                                  |      |
| ND_0004KÖT | Hilgenstein Baasdorf (5 erratische Blöcke)           | Baasdorf                                                               | 1971           |                                  |      |
| ND_0005AZE | 3 Geweihbäume in Zerbst                              | Zerbst/Anhalt                                                          | 1967           | 51° 57′ 50,3″ N, 12° 4′ 58,5″ O  |      |
| ND_0005BTF | Ginkgo Park                                          | Roitzsch                                                               | 1946           |                                  |      |
| ND_0005KÖT | Gneisfindling                                        | Quellendorf                                                            | 1971           |                                  |      |
| ND_0006AZE | Trompetenbaum in Zerbst                              | Zerbst/Anhalt, Parkanlage Rohrteichwiese                               | 1967           |                                  |      |
| ND_0006BTF | Tulpenbaum Barockpark                                | Altjeßnitz                                                             | 1946           |                                  |      |
| ND_0006KÖT | Blauer Stein, Locherau (Findling)                    | Libehna                                                                | 1971           | 51° 42′ 29,5″ N, 12° 3′ 30,3″ O  |      |
| ND_0007AZE | Hemlockstannen und Weymouthskiefern in Zerbst        | Zerbst/Anhalt, Parkanlage "Waldfrieden" an der Biaser Straße           | 1967           |                                  |      |
| ND_0007BTF | 4 Eiben Gutspark Rösa                                | Rösa                                                                   | 1946           |                                  |      |
| ND_0007KÖT | Bauernstein Trebbichau (Granitfindling)              | Trebbichau an der Fuhne                                                | 1971           |                                  |      |
| ND_0008AZE | Stieleiche in Zerbst                                 | Zerbst/Anhalt, Parkanlage Stadtmauer                                   | 1967           |                                  |      |
| ND_0008BTF | Stiel-Eiche an der Sorge                             | Bitterfeld                                                             | 1975           |                                  |      |
| ND_0008KÖT | Allee Baasdorf-Reinsdorf                             | Baasdorf                                                               | 1990           |                                  |      |
| ND_0009KÖT | 2 hundertjährige Eichen                              | Reupzig                                                                | 1990           |                                  |      |
| ND_0010AZE | Stieleiche in Nedlitz                                | Nedlitz                                                                | 1967           |                                  |      |
| ND_0011AZE | Stieleiche bei Dobritz                               | Dobritz                                                                | 1967           |                                  |      |
| ND_0011BTF | Wildbirne Teichstraße                                | Altjeßnitz                                                             | 1975           | 51° 41′ 30,6″ N, 12° 19′ 12,7″ O |      |
| ND_0012BTF | Dreistämmiger Ahorn                                  | Jeßnitz                                                                | 1975           | 51° 41′ 6,4″ N, 12° 17′ 53,5″ O  |      |
| ND_0013BTF | Stiel-Eiche Schlangenberg                            | Jeßnitz                                                                | 1975           |                                  |      |
| ND_0014AZE | Stieleiche bei Lietzo                                | Lindau                                                                 | 1967           |                                  |      |
| ND_0014BTF | Trompetenbaum                                        | Zscherndorf                                                            | 1975           |                                  |      |
| ND_0015AZE | Schwarzpappel                                        | Buhlendorf                                                             | 1967           |                                  |      |
| ND_0015BTF | 2 Maulbeerbäume (einer zweiteilig), Zimmerstraße     | Bitterfeld                                                             | 1954           |                                  |      |
| ND_0016AZE | Stieleichengruppe bei Steckby                        | Steutz                                                                 | 1967           |                                  |      |
| ND_0017AZE | 3 Stieleichen bei Steckby                            | Steutz                                                                 | 1976           |                                  |      |
| ND_0017BTF | Stiel-Eiche LPG Werkstatt                            | Löberitz                                                               | 1979           |                                  |      |
| ND_0018AZE | 4 Rotbuchen bei Steckby                              | Steutz                                                                 | 1967           |                                  |      |
| ND_0018BTF | 3 Rotbuchengruppen (15, 9 und 2 Exemplare)           | Jeßnitz                                                                | 1979           |                                  |      |
| ND_0019AZE | Stieleiche in Jütrichau                              | Jütrichau                                                              | 1967           |                                  |      |
| ND_0019BTF | Sommer-Linde Forsthaus Salegast                      | Jeßnitz                                                                | 1979           |                                  |      |
| ND_0020BTF | Flinzstein (Findling) Fuhneaue                       | Zörbig                                                                 | 1939           |                                  |      |
| ND_0021AZE | Schwarzkiefer in Zerbst                              | Zerbst/Anhalt,Schloßgarten / Eingang Käsperstraße                      | 1967           |                                  |      |
| ND_0021BTF | Bauernstein (Findling)                               | Göttnitz                                                               | 1939           |                                  |      |
| ND_0022AZE | Stieleiche bei Ronney                                | Walternienburg                                                         | 1967           |                                  |      |
| ND_0022BTF | Lindenstein (Findling) Dorfplatz Sandersdorf         | Sandersdorf                                                            | 1939           |                                  |      |
| ND_0023AZE | Stieleiche bei Wertlau                               | Jütrichau                                                              | 1972           |                                  |      |
| ND_0023BTF | Lutherlinde Klöckner-Rohr                            | Muldenstein                                                            | 1927           |                                  |      |
| ND_0025AZE | Stieleiche in Reuden                                 | Reuden                                                                 | 1986           |                                  |      |
| ND_0025BTF | 4 Eiben Göttnitz                                     | Göttnitz                                                               | 1988           |                                  |      |
| ND_0026AZE | Wacholderallee bei Nedlitz                           | Nedlitz                                                                | 1967           |                                  |      |
| ND_0026BTF | Roßkastanie                                          | Salzfurtkapelle                                                        | 1988           |                                  |      |
| ND_0027AZE | Buchenallee bei Dobritz (an der L 57 Dobritz-Reuden) | Dobritz                                                                | 1967           |                                  |      |
| ND_0028AZE | Buchenallee bei Dobritz (zw. Dobritz und Hagendorf)  | Dobritz                                                                | 1967           |                                  |      |
| ND_0029AZE | Mehlbeerbaumallee zwischen Pulspforde und Garitz     | Pulspforde                                                             | 1967           |                                  |      |
| ND_0029BTF | 2 Sumpfzypressen Bahnanlage Jeßnitz                  | Bobbau                                                                 | 1988           |                                  |      |
| ND_0031AZE | Plantanen- und Robinienallee in Jütrichau            | Jütrichau                                                              | 1986           |                                  |      |
| ND_0032AZE | Robinienallee zwischen Zerbst/Anhalt und Zernitz     | Zernitz                                                                | 1986           |                                  |      |
| ND_0032BTF | Platanenallee                                        | Raguhn                                                                 | 1991           |                                  |      |
| ND_0032AZE | Robinienallee bei Kuhberge                           | Zernitz                                                                | 1986           |                                  |      |
| ND_0034AZE | Robinienallee am Herzwinkel                          | Luso                                                                   | 1986           |                                  |      |
| ND_0035AZE | Robinienallee zwischen Zerbst/Anhalt und Dobritz     | Dobritz                                                                | 1986           |                                  |      |
| ND_0036AZE | Robinienallee bei Nutha-Siedlung                     | Nutha                                                                  | 1986           |                                  |      |
| ND_0037AZE | Robinienallee bei Bone                               | Luso                                                                   | 1986           |                                  |      |
| ND_0039AZE | Weißdorn, Flieder- und Feldahornhecke in Zerbst      | Zerbst/Anhalt                                                          | 1972           |                                  |      |
| ND_0040AZE | Hecke bei Kermen                                     | Leps                                                                   | 1986           |                                  |      |
| ND_0041AZE | Hecke bei Nutha                                      | Nutha                                                                  | 1986           |                                  |      |
| ND_0044AZE | Standort des Hasenglöckchens                         | Zerbst/Anhalt                                                          | 1967           |                                  |      |
| ND_0046AZE | Findling „Teufelstein“ in Zerbst                     | Zerbst/Anhalt                                                          | 1967           | 51° 57′ 15,8″ N, 12° 5′ 6,4″ O   |      |
| ND_0047AZE | Findling „Großer Stein“ in Zerbst                    | Nedlitz                                                                | 1967           |                                  |      |
| ND_0048AZE | Findling „Teufelstein“ bei Lindau                    | Lindau                                                                 | 1967           |                                  |      |
| ND_0050AZE | Bestand Hasenglöckchen                               | Zerbst/Anhalt                                                          | 1967           |                                  |      |

## Flächennaturdenkmale
| Nr.        | Bezeichnung                                          | Ort                       | Verordnung von | Koord.                           | Bild |
| ---------- | ---------------------------------------------------- | ------------------------- | -------------- | -------------------------------- | ---- |
| FND0001AZE | Mühlenberg bei Steckby                               | Steutz                    | 1972           | 51° 53′ 47,8″ N, 12° 2′ 20,9″ O  |      |
| FND0001KÖT | Cosaer Bruch                                         | Prosigk (OT Cosa)         | 1978           | 51° 41′ 23,6″ N, 12° 4′ 30,4″ O  |      |
| FND0002AZE | Unterlauf der Nuthe                                  | Walternienburg            | 1972           | 51° 59′ 6,9″ N, 11° 53′ 33,9″ O  |      |
| FND0002BTF | Kleine Rohrwiese bei Göttnitz                        | Zörbig (OT Göttnitz)      | 1975           | 51° 38′ 28,9″ N, 12° 2′ 30,6″ O  |      |
| FND0002KÖT | Akazienberg                                          | Gröbzig                   | 1990           | 51° 41′ 17″ N, 11° 50′ 39,7″ O   |      |
| FND0003BTF | Sumpfwiese am Quellbusch                             | Zörbig                    | 1975           | 51° 39′ 9,8″ N, 12° 6′ 51″ O     |      |
| FND0003KÖT | Heideteich                                           | Aken (Elbe)               | 1990           | 51° 49′ 16,1″ N, 12° 1′ 7,6″ O   |      |
| FND0004AZE | Schäferwiese bei Badetz                              | Hohenlepte                | 1986           | 51° 56′ 26,2″ N, 11° 58′ 50,3″ O |      |
| FND0005AZE | Wiese am Badetzer Hauptgraben                        | Hohenlepte                | 1986           | 51° 56′ 45,6″ N, 11° 58′ 59,1″ O |      |
| FND0005BTF | Erweiterung der Sumpfwiese am Quellbusch             | Zörbig                    | 1975           | 51° 39′ 6,9″ N, 12° 6′ 54,3″ O   |      |
| FND0005KÖT | Kiesgrube Elsdorf                                    | Köthen (Anhalt)           | 1990           | 51° 46′ 58,7″ N, 11° 57′ 47,4″ O |      |
| FND0006BTF | Quelle „Gesundbrunnen“ und Umgebung                  | Burgkemnitz               | 1972           | 51° 41′ 5,3″ N, 12° 24′ 49,6″ O  |      |
| FND0007BTF | Quetzer Berg (3 Teilgebiete)                         | Zörbig (OT Quetzdölsdorf) | 1979           | 51° 35′ 9,3″ N, 12° 8′ 49,4″ O   |      |
| FND0007KÖT | Wasserlauf der Taube von Diebzig bis Mennewitz       | Aken (Elbe)               | 1978           | 51° 51′ 15,7″ N, 11° 57′ 39,7″ O |      |
| FND0008AZE | Sandgrube bei Steckby                                | Steutz                    | 1986           | 51° 53′ 17,1″ N, 12° 2′ 28,8″ O  |      |
| FND0008BTF | Muldensteiner Berg (4 Teilgebiete)                   | Muldenstein               | 1983           | 51° 39′ 28,6″ N, 12° 20′ 27,4″ O |      |
| FND0008KÖT | Karpfenteiche Aken                                   | Aken (Elbe)               | 1990           | 51° 51′ 15,5″ N, 12° 3′ 36,3″ O  |      |
| FND0009KÖT | Binnendüne Aken                                      | Aken (Elbe)               | 1990           | 51° 51′ 9″ N, 12° 6′ 10,5″ O     |      |
| FND0010AZE | Wasserlöcher bei Reuden                              | Reuden                    | 1986           | 52° 3′ 22,9″ N, 12° 17′ 7,9″ O   |      |
| FND0010BTF | Teich Cösitzer Weg-Löbersdorf                        | Zörbig                    | 1988           | 51° 38′ 32,1″ N, 12° 4′ 42,6″ O  |      |
| FND0010KÖT | Windrose Osternienburg                               | Micheln                   | 1990           | 51° 48′ 27,5″ N, 12° 0′ 20,6″ O  |      |
| FND0011AZE | Biaser Teich                                         | Zerbst/Anhalt (OT Bias)   | 1986           | 51° 55′ 6″ N, 12° 5′ 7,4″ O      |      |
| FND0011KÖT | Restgehölze entlang der Ziethe (östl. d. Kreisstadt) | Köthen (Anhalt)           | 1990           | 51° 45′ 52,1″ N, 12° 3′ 23,1″ O  |      |
| FND0012AZE | Großer Mertel bei Polenzko                           | Polenzko                  | 1986           | 52° 0′ 0,5″ N, 12° 15′ 16″ O     |      |
| FND0012KÖT | Wiesenmoor                                           | Micheln                   | 1978           | 51° 50′ 1,4″ N, 11° 58′ 46,6″ O  |      |
| FND0013AZE | Kleiner Mertel bei Polenzko                          | Polenzko                  | 1986           | 52° 0′ 7,5″ N, 12° 15′ 43,8″ O   |      |
| FND0013BTF | Wiesenrandstreifen östlich Quellbusch                | Zörbig                    | 1988           | 51° 39′ 8,9″ N, 12° 7′ 7,7″ O    |      |
| FND0013KÖT | Südrand des Diebziger Busches (Ochsenbusch)          | Diebzig                   | 1973           | 51° 51′ 35,5″ N, 11° 56′ 39,6″ O |      |
| FND0014AZE | Badeteich bei Bärenthoren                            | Polenzko                  | 1986           | 52° 0′ 37,2″ N, 12° 16′ 44,3″ O  |      |
| FND0018AZE | Moorwiese bei Badetz                                 | Hohenlepte                | 1967           | 51° 56′ 3,4″ N, 11° 58′ 50″ O    |      |
| FND0019AZE | Quellgebiet der Hagendorfer Nuthe                    | Nedlitz                   | 1967           | 52° 4′ 31,6″ N, 12° 16′ 5,3″ O   |      |
| FND0022AZE | Pflaumenhang                                         | Steutz                    | 1990           | 51° 52′ 54,4″ N, 12° 2′ 53,8″ O  |      |
| FND0023AZE | Fliegerberg                                          | Steutz                    | 1990           | 51° 52′ 52,7″ N, 12° 3′ 15,3″ O  |      |
| FND0024AZE | Am Landschulheim                                     | Steutz                    | 1990           | 51° 52′ 48,3″ N, 12° 3′ 49,2″ O  |      |
| FND0025AZE | Kiesgrube an der Alten Mühle bei Strinum             | Zernitz                   | 1990           | 52° 0′ 12″ N, 12° 5′ 35,8″ O     |      |

## Flächenhafte Naturdenkmale
| Nr.        | Bezeichnung                     | Ort             | Verordnung von | Koord.                           | Bild |
| ---------- | ------------------------------- | --------------- | -------------- | -------------------------------- | ---- |
| NDF0001KÖT | Streuobstwiese mit Feuchtbiotop | Weißandt-Gölzau | 1993           | 51° 40′ 7,9″ N, 12° 3′ 54,2″ O   |      |
| NDF0003BTF | Kolk bei Möst                   | Schierau        | 1991           | 51° 45′ 44″ N, 12° 16′ 53,6″ O   |      |
| NDF0004BTF | Untermühle                      | Burgkemnitz     | 1991           | 51° 41′ 31,2″ N, 12° 23′ 42,4″ O |      |
| NDF0007BTF | Stillingsbereich (Freileitung)  | Schierau        | 1991           | 51° 44′ 33,8″ N, 12° 16′ 53″ O   |      |
| NDF0008BTF | Auslaufwehr                     | Friedersdorf    | 1991           | 51° 39′ 16,6″ N, 12° 21′ 6,4″ O  |      |

## Belege
1. 1 2 3  
Kleine Anfrage und Antwort Abgeordneter Dietmar Weihrich (BÜNDNIS 90/DIE GRÜNEN), 28. Juni 2011 Drucksache 6/159 (Kleine Anfrage - KA 6/7039) Biotopverbund
2. 1 2 3 4 5 6 7 8  
Naturdenkmale in: Teilflächennutzungsplan der Stadt Zerbst. Erläuterungsbericht, S. 70 f. Stand Juli 2002, abgerufen am 4. Juli 2021.
3. 1 2 3 4 5 6 7 8 9 10 11 12 13 14 15 16 17 18 19 20 21 22 23 24 25 26 27 28 29 30 31 32 33 34 35 36 37 38 39 40 41 42 43 44 45 46 47 48 49 50 51 52 53 54 55 56 57 58 59 60 61 62 63 64 65 66 67 68 69 70 71  
Verzeichnis „Naturdenkmale“ im Landkreis Anhalt-Bitterfeld. (PDF; 73 kB) In: Kreisrecht. Landkreis Anhalt-Bitterfeld, abgerufen am 3. April 2021.
4. 1 2 3 4 5 6 7 8 9 10 11 12 13 14 15 16 17 18 19 20 21 22 23 24 25 26 27 28 29 30 31 32 33 34 35  
Verzeichnis „Flächennaturdenkmale“ im Landkreis Anhalt-Bitterfeld. (PDF; 57 kB) In: Kreisrecht. Landkreis Anhalt-Bitterfeld, abgerufen am 3. April 2021.
5. 1 2 3 4 5  
Verzeichnis „Naturdenkmal flächenhaft“ im Landkreis Anhalt-Bitterfeld. (PDF; 47 kB) In: Kreisrecht. Landkreis Anhalt-Bitterfeld, archiviert vom Original (nicht mehr online verfügbar) am 3. Juni 2016; abgerufen am 3. April 2021.

- Karte mit allen Koordinaten:
- OSM |
- WikiMap

Altmarkkreis Salzwedel |
Landkreis Anhalt-Bitterfeld |
Landkreis Börde |
Burgenlandkreis |
Dessau-Roßlau |
Halle (Saale) |
Landkreis Harz |
Landkreis Jerichower Land |
Magdeburg |
Landkreis Mansfeld-Südharz |
Saalekreis |
Salzlandkreis |
Landkreis Stendal |
Landkreis Wittenberg